# Corrèze
Corrèze é um departamento da França localizado na região Nova Aquitânia. Sua capital é a cidade de Tulle.

## Galeria
- Prédio da prefeitura em Tulle.
- O rio Dordonha em Argentat.